# Atarashii Gakko!
Atarashii Gakko! (estilizado en mayúsculas), conocidas en Japón como Atarashii Gakkō no Leaders (新しい学校のリーダーズ Atarashii Gakkō no Rīdāzu?, tdl. ‘New School Leaders’), es un grupo femenino japonés formado en 2015. Está compuesto de cuatro miembros, Mizyu, Rin, Suzuka y Kanon. El grupo está afiliado en conjunto con Asobisystem, Twin Planet y TV Asahi Music.

## Historia

### Concepto y formación
Atarashii Gakkō no Leaders adopta una filosofía de desafíar las normas de la sociedad japonesa. Posicionandose como las representantes de la juventud japonesa, el principio fundamental del grupo afirma: «En una época en la que solamente se reconoce a los ciudadanos ejemplares, nos esforzamos por desafiar a una sociedad de mente estrecha abrazando la individualidad y la libertad». A pesar de que nunca se dieron a conocer las circunstancias que dieron lugar a la formación del grupo, el grupo afirmó en el programa radial All Night Nippon que se conocieron en un supermercado.

### Carrera musical
Atarashii Gakko! debutó en Japón en junio de 2017 bajo Victor Entertainment con el sencillo «Dokubana». Un año después, se lanzaría en marzo del 2018 el álbum debut «Maenarawanai», contando con 10 canciones y cuyo estilo está influenciado en el Jazz junto al Rock Japonés. En 2019 lanzarían su segundo álbum «Wakage Ga Itaru», cuyo reconocimiento sería más notorio gracias al sencillo «Koi Geba», alcanzando las 10 millones de vistas.
El grupo hizo su debut internacional en enero de 2021 bajo 88rising con el sencillo «Nainainai».Ese mismo año se lanzaría su primer Extended Play «SNACKTIME», con el que alcanzarían popularidad dentro de Estados Unidos y resto de occidente, incluso haciendo que se lanzara una versión en español de la canción «FREE YOUR MIND», perteneciente al EP mencionado anteriormente.
El 7 de diciembre de 2023, Atarashii Gakko! debutó en la televisión estadounidense, interpretando «Tokyo Calling» en Jimmy Kimmel Live!.
El 9 de enero de 2024, Atarashii Gakko! hizo su primer concierto en Nippon Budokan, llamado «Seishun Shurai». El 7 de junio de ese mismo año el grupo femenino lanzaría su tercer álbum de estudio «AG! Calling» bajo 88rising, siendo este su primer álbum de estudio lanzado mediante dicha disquera.
En conmemoración del décimo aniversario de la formación del grupo, el 16 de julio se lanzaría «Atarashii Gakkou no Susume/新しい学校のすゝめ», un recopilatorio que incluye desde los primeros y últimos sencillos de la agrupación, además del lanzamiento del documental «ATARASHII GAKKO! THE MOVIE - SEISHUN INOSHISHI» que refleja la trayectoria del grupo durante los 10 años de actividad, siendo estrenado el 6 de junio en Japón y esperándose a lanzar en el extranjero de manera periódica.

## Miembros
| Nombre | Fecha de nacimiento      | Lugar de nacimiento | Rol                |
| ------ | ------------------------ | ------------------- | ------------------ |
| Mizyu  | 22 de diciembre de 1998  | Tokio               | kawaii pero fuerte |
| Rin    | 11 de septiembre de 2001 | Saitama             | miedosa            |
| Suzuka | 29 de noviembre de 2001  | Osaka               | comodín            |
| Kanon  | 18 de enero de 2002      | Gunma               | agraciada          |

## Discografía

### Sencillos
| #  | Título                                                        | Fecha de publicación     | Posiciones en Oricon | Álbum                                                              |
| -- | ------------------------------------------------------------- | ------------------------ | -------------------- | ------------------------------------------------------------------ |
| 1  | «Gakkou Ikeya» (学校行けやあ゛?)                              | 13 de mayo de 2017       | —                    | —                                                                  |
| 2  | «Dokubana» (毒花?)                                            | 7 de junio de 2017       | 84                   | Maenarawanai                                                       |
| 3  | «Kimiwaina'17» (キミワイナ'17?)                               | 25 de octubre de 2017    | 190                  | Maenarawanai                                                       |
| 4  | «Koi no Shadanki feat.H Zettrio» (恋の遮断機 feat.H ZETTRIO?) | 23 de octubre de 2018    | —                    | Maenarawanai                                                       |
| 5  | «Saishujinrui» (最終人類?)                                    | 28 de febrero de 2018    | —                    | Maenarawanai                                                       |
| 6  | «Ookami no Uta» (狼の詩?)                                     | 29 de agosto de 2018     | 142                  | Wakage Gaitaru                                                     |
| 7  | «Mayoeba Totoshi» (迷えば尊し?)                               | 12 de diciembre de 2018  | —                    | Wakage Gaitaru                                                     |
| 8  | «Koi Geba» (恋ゲバ?)                                          | 6 de febrero de 2019     | —                    | Wakage Gaitaru                                                     |
| 9  | «Otonablue» (オトナブルー?)                                   | 30 de abril de 2020      | —                    | Ichijikikoku                                                       |
| 10 | «Que Sera Sera» (ケセラセラ?)                                 | 15 de mayo de 2020       | —                    | Maningen                                                           |
| 11 | «Koibumi» (恋文?)                                             | 22 de mayo de 2020       | —                    | Maningen                                                           |
| 12 | «Nainainai»                                                   | 20 de enero de 2021      | —                    | —                                                                  |
| 13 | «Freaks» (con Warren Hue)                                     | 2 de marzo de 2021       | —                    | —                                                                  |
| 14 | «Pineapple Kryptonite»                                        | 21 de septiembre de 2021 | —                    | Snacktime                                                          |
| 15 | «Woo! Go!»                                                    | 15 de abril de 2022      | —                    | —                                                                  |
| 16 | «Baby» [Amazon Original] (con Seiho)                          | 27 de julio de 2022      | —                    | Exclusivo de Amazon Music, sencillo sin álbum                      |
| 17 | «Hanako»                                                      | 31 de octubre de 2022    | —                    | —                                                                  |
| 18 | «The Edge»                                                    | 24 de febrero de 2023    | —                    | —                                                                  |
| 19 | «Janaindayo» (じゃないんだよ?)                                | 22 de marzo de 2023      | —                    | Ichijikikoku                                                       |
| 20 | «Maningen» (マ人間?)                                          | 9 de agosto de 2023      | —                    | Maningen                                                           |
| 21 | «Tokyo Calling»                                               | 20 de octubre de 2023    | —                    | —                                                                  |
| 22 | «Toryanse» (とおりゃんせ?)                                    | 26 de enero de 2024      | —                    | —                                                                  |
| 23 | «Hello (from The Tiger's Apprentice)»                         | 9 de febrero de 2024     | —                    | The Tiger's Apprentice (Música de la película e inspirada en ella) |
| 24 | «Ghostbusters:Frozen Summer»                                  | 6 de marzo de 2024       | —                    | —                                                                  |
| 25 | «Fly High»                                                    | 3 de julio de 2024       | —                    | AG! Calling                                                        |
| 26 | «Change»                                                      | 19 de julio de 2024      | —                    | —                                                                  |
| 27 | «One Heart»                                                   | 13 de marzo de 2025      |                      |                                                                    |

### Álbumes
| # | Título                                       | Fecha de publicación | Formatos lanzados | Disquera                         | Posiciones en Oricon |
| - | -------------------------------------------- | -------------------- | ----------------- | -------------------------------- | -------------------- |
| 1 | Maenarawanai (マエナラワナイMaenarawanai?)   | 20 de marzo de 2018  | CD / Digital      | Victor Entertainment             | 187                  |
| 2 | Wakage Gaitaru (若気ガイタルWakage Gaitaru?) | 6 de marzo de 2019   | CD / Digital      | Victor Entertainment             | 140                  |
| 3 | AG! Calling                                  | 7 de junio de 2024   | Digital / Vinilo  | ATARASHII GAKKO! (Independiente) | 34                   |

### Recopilatorios
| # | Título                                          | Fecha de Publicación | Formatos lanzados | Disquera                         |
| - | ----------------------------------------------- | -------------------- | ----------------- | -------------------------------- |
| 1 | Atarashii Gakko no Susume (新しい学校のすゝめ?) | 16 de julio del 2025 | CD / DVD          | ATARASHII GAKKO! (Independiente) |

### Extended plays
| # | Título                   | Fecha de publicación    | Formatos lanzados     | Disquera                         | Posiciones en Oricon |
| - | ------------------------ | ----------------------- | --------------------- | -------------------------------- | -------------------- |
| 1 | Snacktime!               | 12 de noviembre de 2021 | Digital               | 88rising                         |                      |
| 2 | Ichijikikoku (一時帰国?) | 12 de abril de 2023     | Digital / CD / Vinilo | ATARASHII GAKKO! (Independiente) | 3                    |
| 3 | Maningen (マ人間?)       | 16 de agosto de 2023    | Digital / CD / Vinilo | ATARASHII GAKKO! (Independiente) | 7                    |

### Videos musicales
| Año  | Título                                                           | Artista                        | Director            | Notas                                                     |
| ---- | ---------------------------------------------------------------- | ------------------------------ | ------------------- | --------------------------------------------------------- |
| 2015 | Kamu to Funyan tofubeats Remix (噛むとフニャン tofubeats Remix?) | Atarashii Gakko!               | —                   | Video musical en 360° Collaboración con Fit's y Tofubeats |
| 2016 | Gakkou Ikeya (学校行けやあ゛?)                                   | Atarashii Gakko!               | Yukihiro Morigaki   | Canción CM para Koikeya                                   |
| 2017 | Dokubana (毒花?)                                                 | Atarashii Gakko!               | Masatoshi Takizawa  |                                                           |
| 2017 | Kimiwaina'17 (キミワイナ'17?)                                    | Atarashii Gakko!               | Masatoshi Takizawa  |                                                           |
| 2018 | Koi no Shadanki feat.H Zettrio (恋の遮断機 feat.H ZETTRIO?)      | Atarashii Gakko! y H Zettrio   | Masatoshi Takizawa  |                                                           |
| 2018 | Saishujinrui (最終人類?)                                         | Atarashii Gakko!               | Masatoshi Takizawa  |                                                           |
| 2018 | Ookami no Uta (狼の詩?)                                          | Atarashii Gakko! and H Zettrio | 2BOY y Ryo Ichikawa |                                                           |
| 2018 | Shoujo Gannen (少女元年?)                                        | Urbangarde y Atarashii Gakko!  | Shun Murakami       |                                                           |
| 2018 | Piroti (ピロティ?)                                               | Atarashii Gakko!               | —                   |                                                           |
| 2019 | Mayoeba Totoshi (迷えば尊し?)                                    | Atarashii Gakko!               | Masatoshi Takizawa  |                                                           |
| 2019 | Koi Geba (恋ゲバ?)                                               | Atarashii Gakko!               | Masatoshi Takizawa  |                                                           |
| 2019 | Masage Cannavaro (まさ毛カンナヴァーロ?)                         | Atarashii Gakko!               | —                   |                                                           |
| 2019 | Donimo Tomaranai (どうにもとまらない?)                           | Klang Ruler y Atarashii Gakko! | —                   | cover de Linda Yamamoto                                   |
| 2019 | Waratteyurushite (笑って許して?)                                 | Klang Ruler y Atarashii Gakko! | —                   | cover de Akiko Wada                                       |
| 2021 | Nainainai                                                        | Atarashii Gakko!               | Pennacky            |                                                           |
| 2021 | Freaks                                                           | Atarashii Gakko! y Warren Hue  | Nasty Men$ah        |                                                           |
| 2021 | Pineapple Kryptonite                                             | Atarashii Gakko!               | Philip Atwell       |                                                           |
| 2021 | Intergalactic                                                    | Atarashii Gakko!               | Sayaka Nakane       | Beastie Boys cover                                        |
| 2021 | Free Your Mind                                                   | Atarashii Gakko!               | Sayaka Nakane       |                                                           |
| 2022 | Woo! Go!                                                         | Atarashii Gakko!               | Mackenzie Sheppard  | Colaboración con Nike Japan                               |
| 2022 | Baby [Amazon Original]                                           | Seiho y Atarashii Gakko!       | Ran Tondabayashi    |                                                           |
| 2022 | Hanako                                                           | Atarashii Gakko!               | Sayaka Nakane       |                                                           |
| 2023 | Otonablue (オトナブルー?)                                        | Atarashii Gakko!               | Eri Yoshikawa       |                                                           |
| 2023 | Janaindayo (じゃないんだよ?)                                     | Atarashii Gakko!               | Sayaka Nakane       |                                                           |
| 2023 | Suki Lie                                                         | Atarashii Gakko!               | Eri Yoshikawa       |                                                           |
| 2023 | Seishun Wo Kirisaku Hado (青春を切り裂く波動?)                   | Atarashii Gakko!               | Sayaka Nakane       |                                                           |
| 2023 | Maningen (マ人間?)                                               | Atarashii Gakko!               | Eri Yoshikawa       |                                                           |
| 2023 | Tokyo Calling                                                    | Atarashii Gakko!               | Pennacky            |                                                           |
| 2024 | Toryanse (とおりゃんせ)                                          | Atarashii Gakko!               | MESS                |                                                           |
| 2024 | Ghostbusters:Frozen Summer                                       | Atarashii Gakko!               | ZUMI                | Cover japonés de la película Ghostbusters: Frozen Empire  |
| 2024 | FRDP (ドラ１独走) (con Shiina Ringo)                             | Atarashii Gakko!               | —                   |                                                           |
| 2024 | Fly High                                                         | Atarashii Gakko!               | Yuichiro Saeki      |                                                           |
| 2024 | Change                                                           | Atarashii Gakko!               | —                   |                                                           |
| 2025 | One Heart                                                        | Atarashii Gakko!               | Yuki Tsujimoto      |                                                           |

## Filmografía

### Animación
- SNS Police (2018) como anónimo (Rin) en el episodio 1, madre de Taguchi (Suzuka) en el episodio 3, Gorgonzola (Mizyu) en el episodio 5, Puppy (KC) (Kanon) en el episodio 5, y Gorilla (Rin) en el episodio 6[15]

### Películas
| Year | Title                   | Role         | Notes | Ref(s) |
| ---- | ----------------------- | ------------ | ----- | ------ |
| 2023 | Baby Assassins 2 Babies | Ellas mismas | Cameo | [ 16 ] |

### Televisión
| Year          | Network             | Title        | Role         | Notes              | Ref(s) |
| ------------- | ------------------- | ------------ | ------------ | ------------------ | ------ |
| 2017          | TV Asahi            | Joshu Seven  | Prisioneras  | Cameo in episode 8 | [ 17 ] |
| 2018–presente | NHK Educational TV  | Break!       | Ellas mismas |                    | [ 18 ] |
| 2018–2019     | Television Kanagawa | Kannai Devil | Ellas mismas |                    | [ 19 ] |

### Web
| Años de participación | Título                                      | Rola         | Notas      | Ref(s)               |
| --------------------- | ------------------------------------------- | ------------ | ---------- | -------------------- |
| 2019                  | Suzuka's Room                               | Ellas mismas |            | [ 20 ]               |
| 2020                  | Record of New School's Strangeness          | Ellas mismas |            | [ 21 ]               |
| 2020–present          | Seishun Academy                             | Ellas mismas |            | [ 22 ] [ 23 ] [ 24 ] |
| 2021                  | Japan Youth Trilogy                         | Ellas mismas |            | [ 25 ] [ 26 ] [ 27 ] |
| 2022                  | Music Video VFX Magic With Atarashii Gakko! | Ellas mismas |            | [ 28 ]               |
| 2023                  | Hee! Hee! Hoo!                              | Ellas mismas | Episodio 1 | [ 29 ]               |